# اربستروم
اربستروم (به آلمانی: Erbstrom) یک رود در آلمان است که در تورینگن واقع شده‌است.